# L'Étrange Fiancée
Pour plus de détails, voir Fiche technique et Distribution.
L'Étrange Fiancée est un film français réalisé par Georges Pallu, sorti en 1931.

## Fiche technique
- Titre : L'Étrange Fiancée
- Réalisation : Georges Pallu
- Supervision de la réalisation : Leo Marten
- Scénario : Dimitri Fexis et Georges Pallu, d'après la nouvelle Le Système du docteur Goudron et du professeur Plume d'Edgar Allan Poe
- Photographie : Karel Kopriva et Jan Stallich
- Musique : Eman Fiala
- Pays d'origine :  France
- Production : Apollon Film - Isis Films
- Durée : 80 minutes
- Date de sortie : France, 13 février 1931

## Distribution
- Henri Baudin : le docteur
- Lilian Constantini : Cléopâtre
- Frédéric Mariotti : le chauffeur
- Jiri Hron
- Jan Wenzeslau-Speerge